# Ромбовидная ямка

Схема ромбовидной ямки

Ромбовидная ямка (лат. fossa rhomboidea) — дно IV желудочка, образованное задней поверхностью продолговатого мозга и моста.

## Анатомия
Ромбовидная ямка представляет собой ромбовидное вдавление, ограниченное с боков в верхнем отделе верхними мозжечковыми ножками. В задненижнем углу ромбовидной ямки находится вход в центральный канал спинного мозга (отверстие Мажанди). В передневерхнем углу имеется отверстие, ведущее в водопровод среднего мозга, посредством которого полость III желудочка сообщается с IV желудочком. В боковых углах ромбовидной ямки залегают ядра преддверно-улиткового нерва.

## Проекция ядер черепно-мозговых нервов на ромбовидную ямку
Серое вещество в области ромбовидной ямки располагается в виде отдельных скоплений, или ядер, которые отделены друг от друга белым веществом. Чтобы понять топографию ядер ромбовидной ямки, следует вспомнить, что нервная трубка в области продолговатого мозга и моста раскрылась на задней (дорсальной) своей поверхности и развернулась таким образом, что ее задние отделы превратились в боковые отделы ромбовидной ямки. Таким образом, чувствительные ядра ромбовидного мозга, соответствующие задним рогам спинного мозга, занимают в ромбовидной ямке латеральное положение. Двигательные ядра, соответствующие передним рогам спинного мозга, располагаются в ромбовидной ямке медиально. Вегетативные ядра, соответствующие боковым рогам спинного мозга расположились в белом веществе между двигательными и чувствительными ядрами ромбовидной ямки.
В продолговатом мозгу, дорсальная поверхность которого образует нижний отдел ромбовидной ямки, расположены ядра IX – XII пар черепных нервов. В мосту, дорсальная поверхность которого образует верхнюю часть ромбовидной ямки, лежат ядра V, VI, VII и VIII пары черепных нервов.

### V пара
Тройничный нерв, (лат. n. trigeminus), имеет четыре ядра.
1. Двигательное ядро тройничного нерва, nucleus motorius nervi trigemini, проецируется в верхних отделах ромбовидной ямки, в области краниальной ямки. Отростки клеток этого ядра формируют двигательный корешок тройничного нерва.
2. Чувствительное ядро тройничного нерва, nucleus sensorius nervi trigemini, к которому подходят волокна чувствительного корешка этого нерва, состоит из нескольких ядер:
а) мостовое ядро тройничного нерва, nucleus pontinus nervi trigemini, залегает латерально и несколько кзади от двигательного ядра. Проекция мостового ядра соответствует голубоватому месту.
б) ядро спинномозгового пути тройничного нерва, nucleus spinalis nervi trigemini, является как бы продолжением предыдущего ядра в каудальном направлении, имеет вытянутую форму и залегает на всем протяжении продолговатого мозга и заходит в верхние (I – V) сегменты спинного мозга.
в) среднемозговое ядро тройничного нерва, nucleus mesencephalicus nervi trigemini, располагается краниально (кверху) от мостового  ядра тройничного нерва, рядом с водопроводом мозга, и следует к крыше среднего мозга до уровня верхних холмиков.

### VI пара
Отводящий нерв, n. abducens, имеет одно двигательное ядро отводящего нерва, nucleus nervi abducentis, расположенное в петле колена лицевого нерва, в глубине лицевого холмика, colliculus facialis.

### VII пара
Лицевой нерв, n. facialis, имеет три ядра.
1. Двигательное ядро лицевого нерва, nucleus motorius nervi facialis, крупное, залегает довольно глубоко в ретикулярной формации моста, латеральнее лицевого бугорка. Отростки клеток этого ядра образуют двигательный корешок лицевого нерва. Последний, поднимаясь из глубины, направляется в толще мозга вначале дорсомедиально, огибает с дорсальной стороны ядро отводящего нерва, образуя колено лицевого нерва, а затем идет в вентролатеральном направлении.
2. Ядро одиночного пути, nucleus solitarius, чувствительное, общее для VII, IX и X пар черепных нервов, лежит в глубине ромбовидной ямки, проецируется латеральнее пограничной борозды. Клетки, составляющие это ядро, обнаруживаются уже в покрышке моста, чуть проксимальнее уровня расположения мозговых полосок четвертого желудочка, и тянутся на всем протяжении дорсальных отделов продолговатого мозга вплоть до I шейного сегмента спинного мозга. На клетках этого ядра заканчиваются волокна, проводящие импульсы вкусовой чувствительности.
3. Верхнее слюноотделительное ядро, nucleus salivatorius superior, вегетативное (парасимпатическое), находится в ретикулярной формации моста, несколько поверхностнее и латеральнее двигательного ядра лицевого нерва. 

### VIII пара
Преддверно-улитковый нерв, n. vestibulocochlearis, имеет две группы ядер: два улитковых (слуховых) и четыре вестибулярных (преддверных), которые лежат в латеральных отделах моста, на границе с продолговатым мозгом, и проецируются в области вестибулярного поля ромбовидной ямки.
1. Переднее улитковое ядро, nucleus cochlearis ventralis, и заднее улитковое ядро, nucleus cochlearis dorsalis, занимают наиболее латеральное положение в вестибулярном поле. На клетках этих ядер заканчиваются синапсами отростки нейронов спирального узла улитки, образующие улитковую часть нерва.
Вестибулярные ядра получают нервные импульсы от чувствительных областей (ампулярных гребешков и пятен) перепончатого лабиринта внутреннего уха.
1. Медиальное вестибулярное ядро, nucleus vestibularis medialis, (ядро Швальбе).
2. Латеральное вестибулярное ядро, nucleus vestibularis lateralis (ядро Дейтерса).
3. Верхнее вестибулярное ядро, nucleus vestibularis superior (ядро Бехтерева).
4. Нижнее вестибулярное ядро, nucleus vestibularis inferior (ядро Роллера).
Ядра четырех последних пар черепных нервов (IX, X, XI и XII пар) проецируются на поверхность нижнего треугольника ромбовидной ямки, образованного дорсальным отделом продолговатого мозга.

### IX пара
Языкоглоточный нерв, n. glossopharyngeus, имеет три ядра, одно из которых (двигательное) является общим для IX и X пар черепных нервов.
1. Двойное ядро, nucleus ambiguus (двигательное), располагается в ретикулярной формации, в нижней половине ромбовидной ямки, и проецируется в области каудальной ямки.
2. Ядро одиночного пути, nucleus solitarius (чувствительное), общее для VII, IX и X пар черепных нервов.
3. Нижнее слюноотделительное ядро, nucleus solivatorius inferior, вегетативное парасимпатическое, находится в ретикулярной формации книзу от верхнего слюноотделительного ядра.

### X пара
Блуждающий нерв, n. vagus, имеет три ядра: двигательное, чувствительное и вегетативное (парасимпатическое).
1. Двойное ядро, nucleus ambiguus (двигательное), общее для языкоглоточного и блуждающего нервов.
2. Ядро одиночного пути, nucleus solitarius (чувствительное), общее для VII, IX и X пар черепных нервов.
3. Заднее ядро блуждающего нерва, nucleus dorsalis nervi vagi, парасимпатическое, залегает поверхностно в области треугольника блуждающего нерва.

### XI пара
Добавочный нерв, n. accessorius, имеет двигательное ядро добавочного нерва, nucleus nervi accessorii. Оно залегает в толще ромбовидной ямки, ниже двойного ядра, и имеет 2 части: pars cerebralis, которая лежит в продолговатом мозге, и pars spinalis, которая продолжается в сером веществе спинного мозга на протяжении верхних 5 – 6 сегментов (в передних рогах).

### XII пара
Подъязычный нерв, n. hypoglossus, имеет одно ядро в нижнем углу ромбовидной ямки, в глубине треугольника подъязычного нерва. Это двигательное ядро подъязычного нерва, nucleus nervi hypoglossi. Отростки клеток этого ядра участвуют в иннервации мышц языка.